# Della Reese

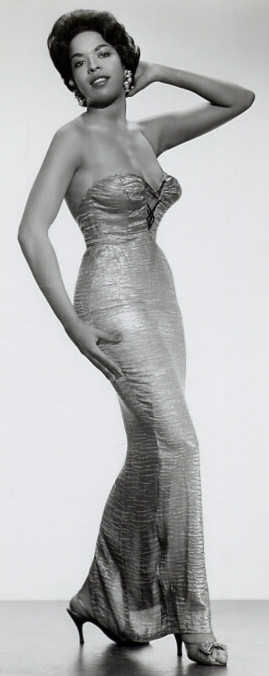
Della Reese ca. 1961.

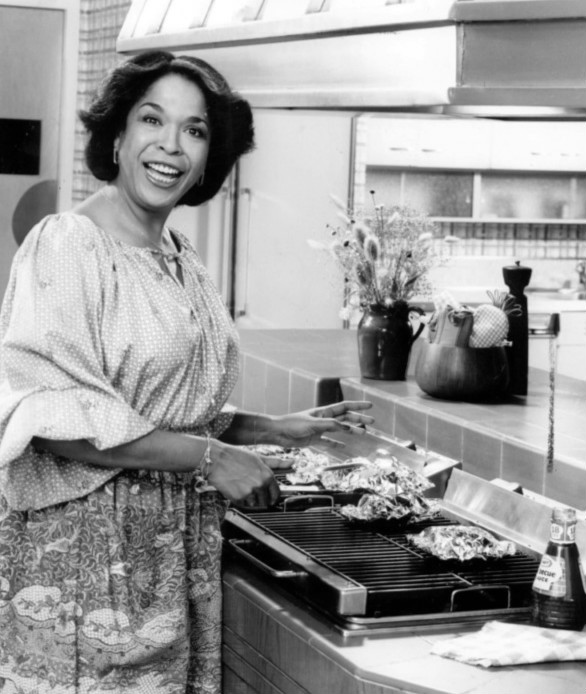
Della Reese 1977.

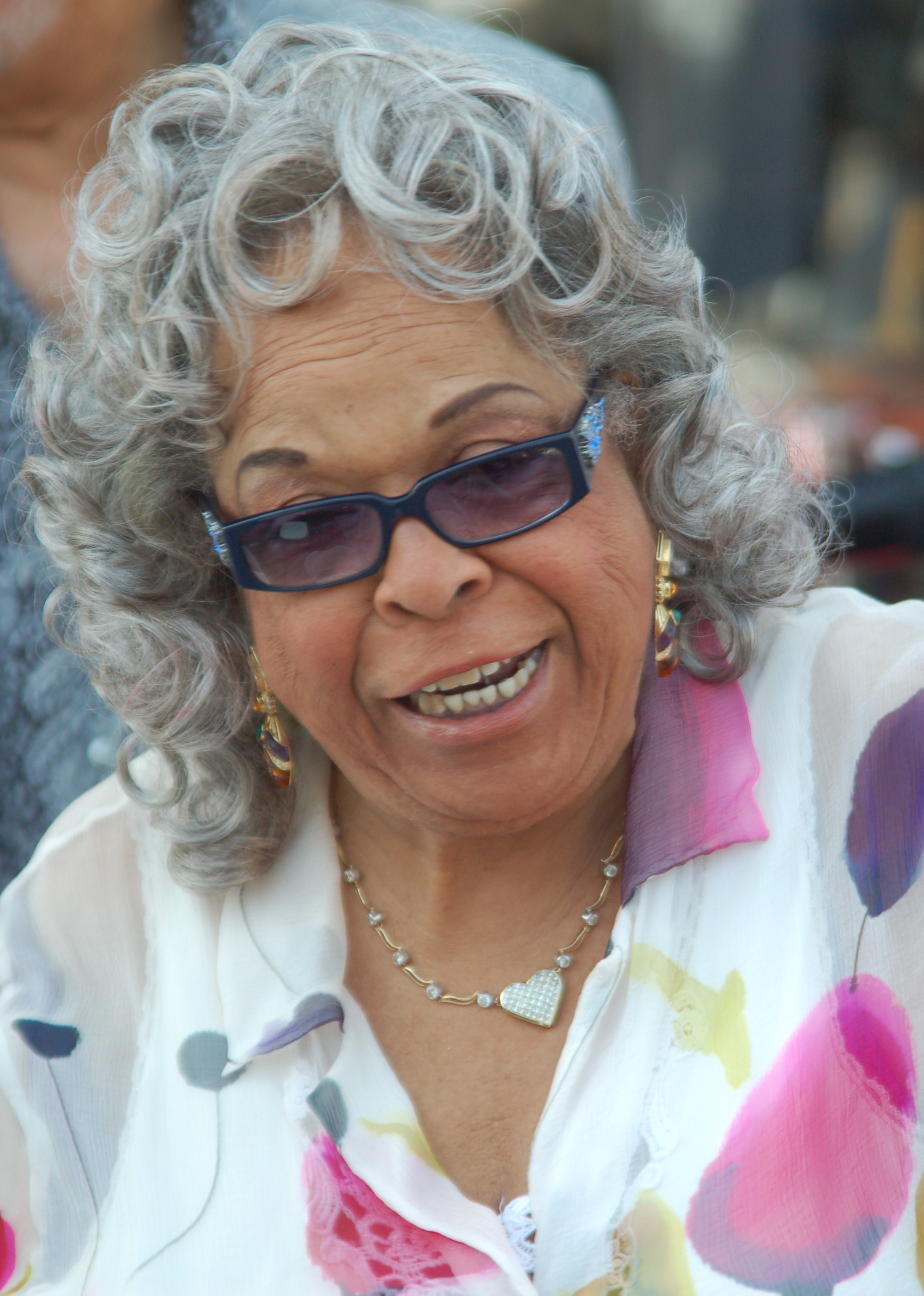
Della Reese 2009.

Della Reese, född 6 juli 1931 i Detroit i Michigan, död 19 november 2017 i Los Angeles i Kalifornien, var en amerikansk jazz- och gospelsångare, skådespelare och präst vars karriär spände över sju decennier.
Della Reeses långa karriär började som sångare, då hon fick en hitlåt med singeln "Don't You Know?" 1959. I slutet av 1960-talet var hon värd för sin egen talkshow Della, som spelades in i 197 avsnitt. Hon har också medverkat i flera filmer med början 1975, däribland mot Redd Foxx i Harlem Nights (1989), Martin Lawrence i Med sikte på kärlek (1996) och Elliott Gould i Expecting Mary (2010). Hon hade också stora framgångar med den övernaturliga dramaserien Touched by an Angel (1994–2003).

## Filmografi i urval
Film
- 1975 – Psychic Killer
- 1989 – Harlem Nights
- 1996 – A Thin Line Between Love and Hate
- 2000 – Dinosaurier
- 2005 – Beauty Shop
- 2007 – If I Had Known I Was a Genius
- 2010 – Expecting Mary
- 2012 – Meant to Be
- 2012 – Me Again
- 2012 – Christmas Angel

TV-film
- 1973 – Voyage of the Yes
- 1973 – Daddy's Girl
- 1974 – Twice in a Lifetime
- 1975 – Cop on the Beat
- 1976 – Flo's Place
- 1976 – Nightmare in Badham County
- 1990 – The Kid Who Loved Christmas
- 1992 – You Must Remember This
- 1997 – A Match Made in Heaven
- 1997 – Miracle in the Woods
- 1998 – Emma's Wish
- 1998 – Mama Flora's Family
- 1999 – The Secret Path
- 1999 – Having Our Say: The Delany Sisters First 100 Years
- 1999 – Anya's Bell
- 2000 – The Moving of Sophia Myles
- 2011 – Hallelujah
- 2012 – Christmas Angel
- 2013 – Dear Secret Santa
- 2013 – Miracle at Gate 213

TV-serier
- 1957–1965 – The Ed Sullivan Show
- 1962–1977 – The Merv Griffin Show
- 1966–1972 – Hollywood Squares
- 1967 – Dial M for Music
- 1968 – Gänget
- 1969–1970 – Della
- 1970 – The Bold Ones: The New Doctors
- 1972 – Rowan & Martin's Laugh-In
- 1974 – Police Woman
- 1974–1976 – McCloud
- 1975 – Sammy and Company
- 1975 – Petrocelli
- 1975 – The Rookies
- 1975 – Sanford and Son
- 1975–1978 – Chico and the Man
- 1976 – Medical Center
- 1980 – Welcome Back, Kotter
- 1980 – Insight
- 1982 – Kärlek ombord
- 1982–1983 – It Takes Two
- 1985 – The A-Team
- 1985–1986 – Crazy Like a Fox
- 1986 – Charlie & Co.
- 1986 – ABC Afterschool Special
- 1987–1990 – 227
- 1989 – Rätt i natten
- 1990 – The Young Riders
- 1990–1991 – MacGyver
- 1991–1992 – The Royal Family
- 1992 – Dream On
- 1993 – Designing Women
- 1993 – Lagens änglar
- 1993 – Småstadsliv
- 1994–2003 – Touched by an Angel
- 1996–1998 – Promised Land
- 1997 – Happily Ever After: Fairy Tales for Every Child
- 2006 – That's So Raven
- 2009 – The Young and the Restless
- 2010 – Detroit 1-8-7
- 2014 – Signed, Sealed, Delivered